# Baryscapus diorhabdivorus
Baryscapus diorhabdivorus is een vliesvleugelig insect uit de familie Eulophidae. De wetenschappelijke naam is voor het eerst geldig gepubliceerd in 2005 door Gates & Myartseva.